# 스코틀랜드 명사회
스코틀랜드 명사회(The Select Society)는 1754년에 세워졌으며 초기에는 세인트 길레스 모임으로 명명되었지만, 다시 이름이 지워졌다. 18세기에 스코틀랜드 에딘버러에서 생긴 지식인들의 모임이다.
초기에는 다음과 같은 15명의 회원으로 구성되었다.
- 제임스 아담
- 존 아담
- 제임스 버네트
- 조지 드러몬드
- 애덤 퍼거슨
- 프랜시스 홈
- 헨리 홈, 케임스 경
- 데이비드 흄
- 존 몬로
- 알렉산더 몬로
- 알랜 램시
- 윌리엄 로버트슨
- 애덤 스미스

첫해가 끝날 무렵 이 명사회는 83몀의 회원으로 증가하였다. 몇 해가 지난 후 포커 클럽을 설립하였다.
그들의 사명은 1755년의 스코틀랜드 매거진에 실렸다.
이 모임에서 대화가 오고 간 내용은 글로 인쇄되어 널리 읽혔으며, 관점의 다양성과 회원들의 경험들이 복합적으로 많은 이들에게 소중하게 읽혀졌다.
이 명사회에서 십분의 일 정도는 온건파에 속한 장로교 목회자였다. 그 들 중에 윌리엄 로버트슨은 논쟁에 가장 뛰어났다.

## 같이 보기
- 스코틀랜드 계몽주의